# Parc naturel du lac Laukezers
Le Parc naturel du lac Laukezers (en letton: Dabas parks „Laukezers”) est un parc naturel en Lettonie situé en Latgale dans la municipalité de Krustpils. Le site s'étend sur 3,27 km2 autour du lac Laukezers, lequel est considéré comme l'un des lacs les plus propres de Lettonie et qui occupe dixième de la superficie totale du parc. Le parc fait l'objet d'une protection depuis 2004.

## Espèces végétales protégées

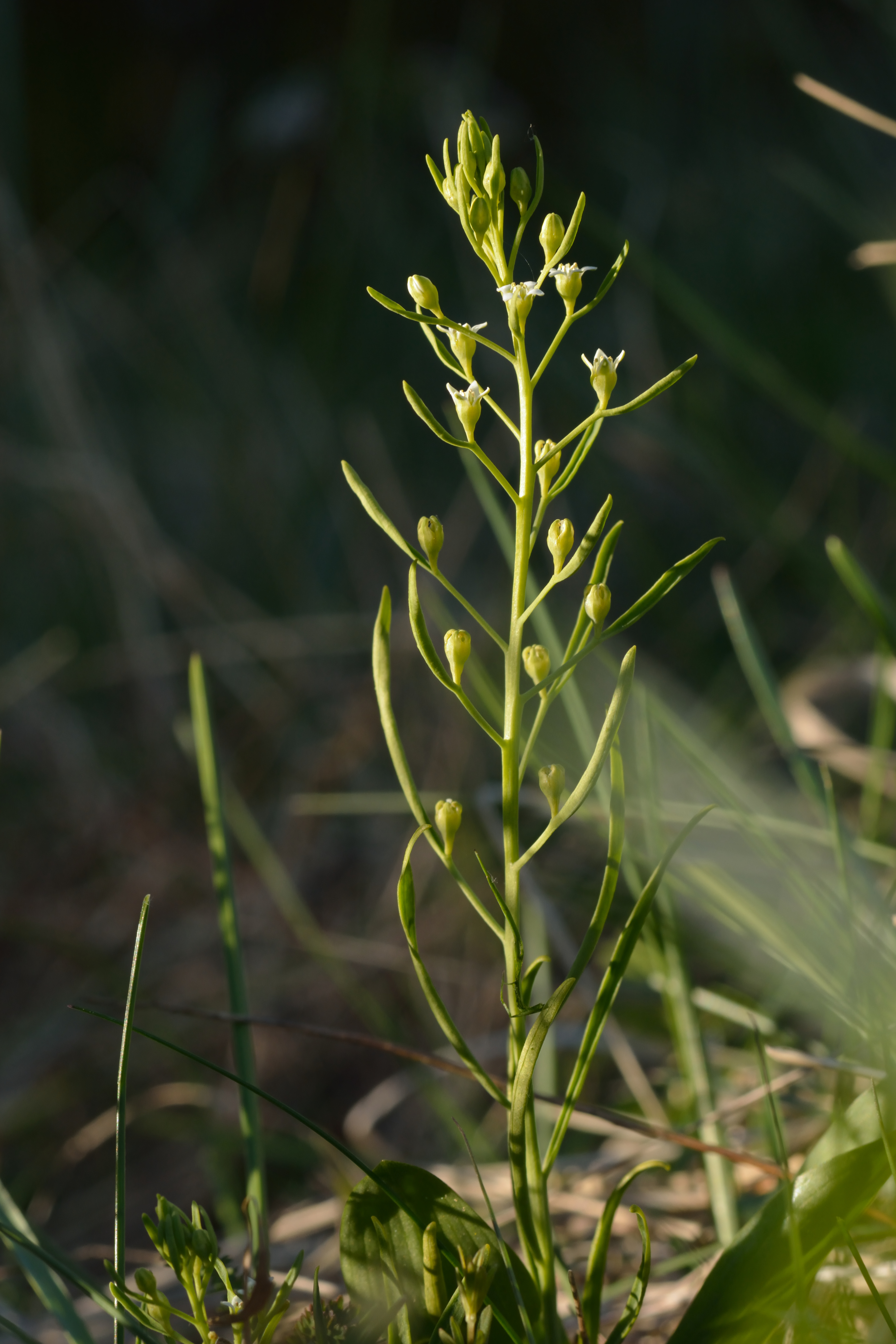
Le parc naturel abrite le Thesium ebracteatum.

On dénombre de nombreuses espèces végétales protégées au sein du parc naturel, notamment :
- La Marisque (Cladium mariscus) ;
- Le très rare Thesium ebracteatum. Le parc naturel est l'un des cinq habitats identifiés de cette plante en Lettonie[2].
- L'Hypne vernissé (Hamatocaulis vernicosus), une espèce de mousse classée en annexe II de la directive européenne Habitats comme espèce végétale rare nécessitant la création d'aires de protection spéciales. On la trouve au sein du parc dans un marais près du lac Baltina ;
- Le Géranium sanguin (Geranium sanguineum) ;
- L’Anémone de prairie (Pulsatilla patens) ;
- L'Isoète des lacs (Isoetes lacustris) ;
- Le Liparis de Loesel (Liparis loeselii), une orchidée terrestre européenne se développant dans les prés tourbeux et des bas-marais calcicoles. Elle est forte régression dans toute l'Europe[3].